# Lilian Garcia
Lilian Garcia (n. 19 august 1966) este o cântăreață americană și o prezentatoare în cadrul diviziei de wrestling RAW a World Wrestling Entertainment.
1. ↑  „Lilian Garcia”, Internet Movie Database, accesat în 8 iulie 2016
2. ↑   https://www.wwe.com/superstars/divas/16662898/summerskin/lilian/armybrat Lipsește sau este vid: |title= (ajutor)
3. ↑   https://www.facebook.com/pages/Lillian-Garcia/58636982348?sk=info Lipsește sau este vid: |title= (ajutor)
4. ↑   http://bleacherreport.com/articles/1126332-wrestlemania-28-results-live-reaction-analysis-and-review Lipsește sau este vid: |title= (ajutor)